# Indische Letteren
Indische Letteren is een wetenschappelijk tijdschrift gewijd aan de Nederlands-Indische letteren uitgegeven door de Werkgroep Indisch-Nederlandse Letterkunde van de Maatschappij der Nederlandse Letterkunde. Het tijdschrift verschijnt sinds 1986 en telt jaarlijks vier afleveringen.

## Doelstelling
Het tijdschrift wil een platform bieden voor iedereen die onderzoek verricht op het gebied van de Indisch-Nederlandse letterkunde. De doelstelling van de werkgroep is: de studie te bevorderen van "wat Nederlandse schrijvers en dichters over Indonesië hebben geschreven, vanaf de eerste jaren der Compagnie tot op heden", zoals de ondertitel luidt van de Oost-Indische Spiegel van Rob Nieuwenhuys'. Het tijdschrift richt zich ook op de Indisch-Nederlandse letterkunde in brede zin.

## Huidige redactie
De huidige redactie bestaat uit Arnoud Arps, Jacqueline Bel, Goran Bouaziz (secretaris), Petra Boudewijn, Marijke Denger, Rick Honings (voorzitter), Geert Onno Prins, Nick Tomberge en Coen van ‘t Veer (penningmeester). Peter van Zonneveld werd in 2022 benoemd tot erevoorzitter.

## Bronbeek-symposium
Naast reguliere lezingenmiddagen aan de Universiteit Leiden organiseert de Werkgroep Indisch-Nederlandse Letterkunde jaarlijks een groot themasymposium. Sinds 1997 vindt dit plaats op het landgoed Bronbeek en staat het bekend als het 'Bronbeek-symposium'. Lezingen en interviews verschijnen naderhand vaak - al dan niet in uitgebreide vorm - in het tijdschrift.
Te gast waren onder meer Hella Haasse, Jill Stolk, Willem Nijholt, Marion Bloem, Wieteke van Dort, Gustaaf Peek, Adriaan van Dis, Yvonne Keuls, Xaviera Hollander en Ellen Deckwitz.

### Bronbeekthema's
- 1997 - De verbeelding van de Atjeh-oorlog
- 1998 - Indië in 1898
- 1999 - Humor in de Indische Letteren
- 2000 - Rob Nieuwenhuys en de toekomst van tempo doeloe
- 2001 - Koloniale literatuur en pers
- 2002 - De Tweede generatie Indische schrijvers
- 2003 - Het KNIL en de literatuur
- 2004 - Vrouwen over Indië
- 2005 - Feesten in Indië
- 2006 - Indische perkara’s
- 2007 - Het kind dat wij waren. De Indische jeugd in de literatuur
- 2008 - De inheemse bevolking in de Indische letteren
- 2009 - Ooggetuigen van de Indische geschiedenissen
- 2010 - 25 jaar Indische Letteren Festival
- 2011 - De Indische pers en de literatuur
- 2012 - Hella S. Haasse
- 2013 - Indische poëzie
- 2014 - Reizen in Indië
- 2015 - Eten en drinken
- 2016 - Indische jeugdliteratuur
- 2017 - Indische beroemdheden
- 2018 - Liefde en lust in de Indische letteren
- 2019 - De Indonesische stem
- 2020 - geen symposium
- 2021 - Kritische stemmen in de Indische literatuur
- 2022 - Afscheid
- 2023 - Indië in de marge
- 2024 - Culinair Indië

## Indische Letterenlezing
Naast het Bronbeek-symposium werd in 2017 de jaarlijkse Indische Letterenlezing in het leven geroepen, om 'nieuwe perspectieven op de studie van de Nederlands-Indische letteren centraal te stellen'. Deze academische lezingen worden doorgaans integraal gepubliceerd in het tijdschrift.

### Indische Letterenlezingen
- 2017 - Elleke Boehmer [en]: De toekomst van het postkoloniale verleden. De representatie voorbij
- 2018 - Remco Raben: Indische letteren in de branding. De dekolonisatie in de Nederlandse cultuur
- 2019 - Jacqueline Bel: Een gordel van smaragd? Van Multatuli tot Birney
- 2020 - Olf Praamstra: Een rusteloos leven na de dood. Pieter Erberveld in Indië, Japan, Indonesië en Zuid-Afrika
- 2021 - Siegfried Huigen: Kennis van de kolonie
- 2022 - Pamela Pattynama: Indië nu. Over koloniale teksten, film, her-herinneren en collectief geheugen
- 2023 - Rick Honings: Dat hele Indonesië interesseert ons geen barst. De koloniale herinnering in het werk van J.J. Voskuil
- 2024 - Petra Boudewijn: Verhalen van Merdeka! De literaire verwerking van de Indonesische dekolonisatie